# Матеуш Холевяк
Матеуш Холевяк (пол. Mateusz Cholewiak, нар. 5 лютого 1990, Кросно, Польща) — польський футболіст, вінгер клубу «Гурник» Забже.

## Ігрова кар'єра
Матеуш Холевяк народився у місті Кросно у Підкарпатському воєводстві. Футболом починав займатися у місцевих клубах аматорського рівня. У 2007 році він приєднався до молодіжного складу клубу «УКС СМС» з міста Лодзь. Професійну кар'єру розпочав у 2011 році у клубі Першої ліги «Пуща», який вперше у своїй історії виграв турнір Другої ліги і підвищився у класі. Після того, як у сезоні 2013/14 «Пуща» знову залишила Першу лігу, Холевяк перейшов до клубу «Сталь» з міста Мелець.
У клубі футболіст провів чотири сезони. Після чого ще пограв у клубах «Шльонськ» з Вроцлава, у складі якого він дебютував у матчах Екстракласи та столичній «Легії». З «армійцями» Холевяк вигравав національний чемпіонат сезонів 2019/20 та 2020/21.
Влітку 2021 року Матеуш Холевяк приєднався до клубу «Гурник» з міста Забже.

## Досягнення
Легія
 Чемпіон Польщі (2): 2019/20, 2020/21